# Ringkerk
De Ringkerk (Duits: Ringkirche) is een protestantse kerk in Wiesbaden, de hoofdstad van de Duitse deelstaat Hessen. De kerk werd in de jaren 1892-1894 in neoromaanse stijl gebouwd door de architect Johannes Otzen en is een functionele centraalbouw die tot het einde van de Eerste Wereldoorlog tot voorbeeld strekte voor talrijke protestantse kerkgebouwen in Duitsland. Tot op de dag van vandaag heeft het gebouw zijn oorspronkelijkheid weten te behouden.

## Geschiedenis
In de tweede helft van de 19e eeuw ontwikkelde Wiesbaden zich razendsnel. Als kuuroord trok Wiesbaden veel welgestelde burgers en leden van de adel. Na de annexatie van het hertogdom Nassau door Pruisen werd de stad ook populair onder de Pruisische koningen en Duitse keizers. Met name keizer Wilhelm II resideerde graag in Wiesbaden. Dit alles leverde de stad sterke groei-impulsen op en de stad kende rond de eeuwwisseling de meeste miljonairs van Duitsland.
Met de groei van de bevolking, groeide ook het aantal protestanten. In 1853 werd de eerste protestantse kerk van de stad, de Marktkerk, gebouwd; een kerk met de allure van een kathedraal. Al snel bleek de Marktkerk te klein en was de bouw van een tweede protestantse kerk noodzakelijk, de Bergkerk. Het aantal protestanten bleef groeien en binnen korte tijd werd de bouw van een derde kerk aangekondigd.
De architect Johannes Otzen kreeg de opdracht de kerk te ontwerpen. Hij besloot voor de Ringkerk de romaans-gotische overgangsstijl toe te passen. Deze bouwstijl werd na de Duitse eenwording als meest Duitse stijl ervaren. De oorsprong van de gotiek vond men eerder Frans en dat van de renaissance meer Italiaans. De kerk werd uiteindelijk in overwegend romaanse vormen uitgevoerd, met enkele gotische elementen zoals bijvoorbeeld ribgewelven. Begin 1892 werden de plannen van Otzen goedgekeurd en in hetzelfde jaar werd begonnen met de bouw van de Reformatiekerk, zoals de kerk tijdens de bouw werd genoemd. Op 31 oktober 1894, de dag dat protestanten de Hervormingsdag vieren, vond de inwijding van de kerk plaats.
Tijdens het Derde Rijk waren zowel Wilhelm Merten (de eerste predikant die Martin Niemöllers "Pfarrernotbund" bijstond) en andere predikanten van de Bekennende Kirche in de Ringkerk werkzaam als de door de nazi's benoemde decaan Walter Mulot. Wegens zijn binding met het nazi-regime werd Walter Mulot in 1945 uit zijn ambt ontheven.
In de jaren 50 richtte dominee Hugo Herfurth het aan de kerk verbonden Wiesbadener Knabenchor op. Tegenwoordig is de kerk nog altijd het godshuis van de grootste protestantse gemeente van Wiesbaden, al is het wekelijkse kerkbezoek sinds de jaren 50 drastisch afgenomen.

## Afbeeldingen

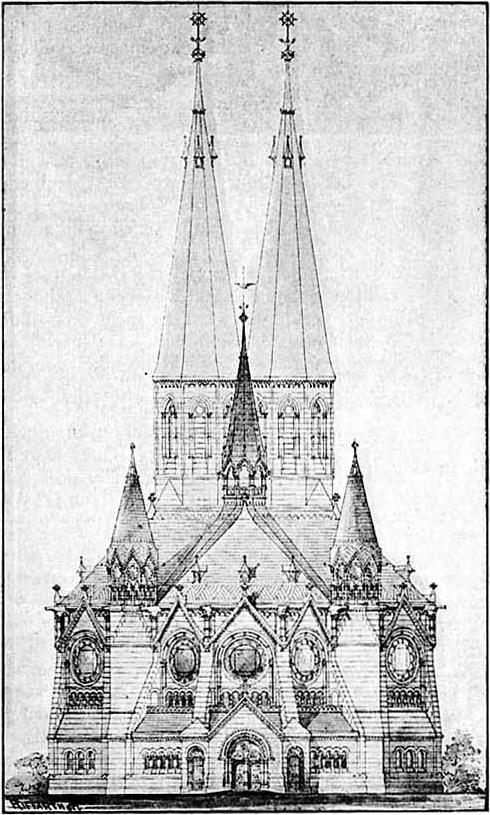
Westelijke gevel (bouwtekening)
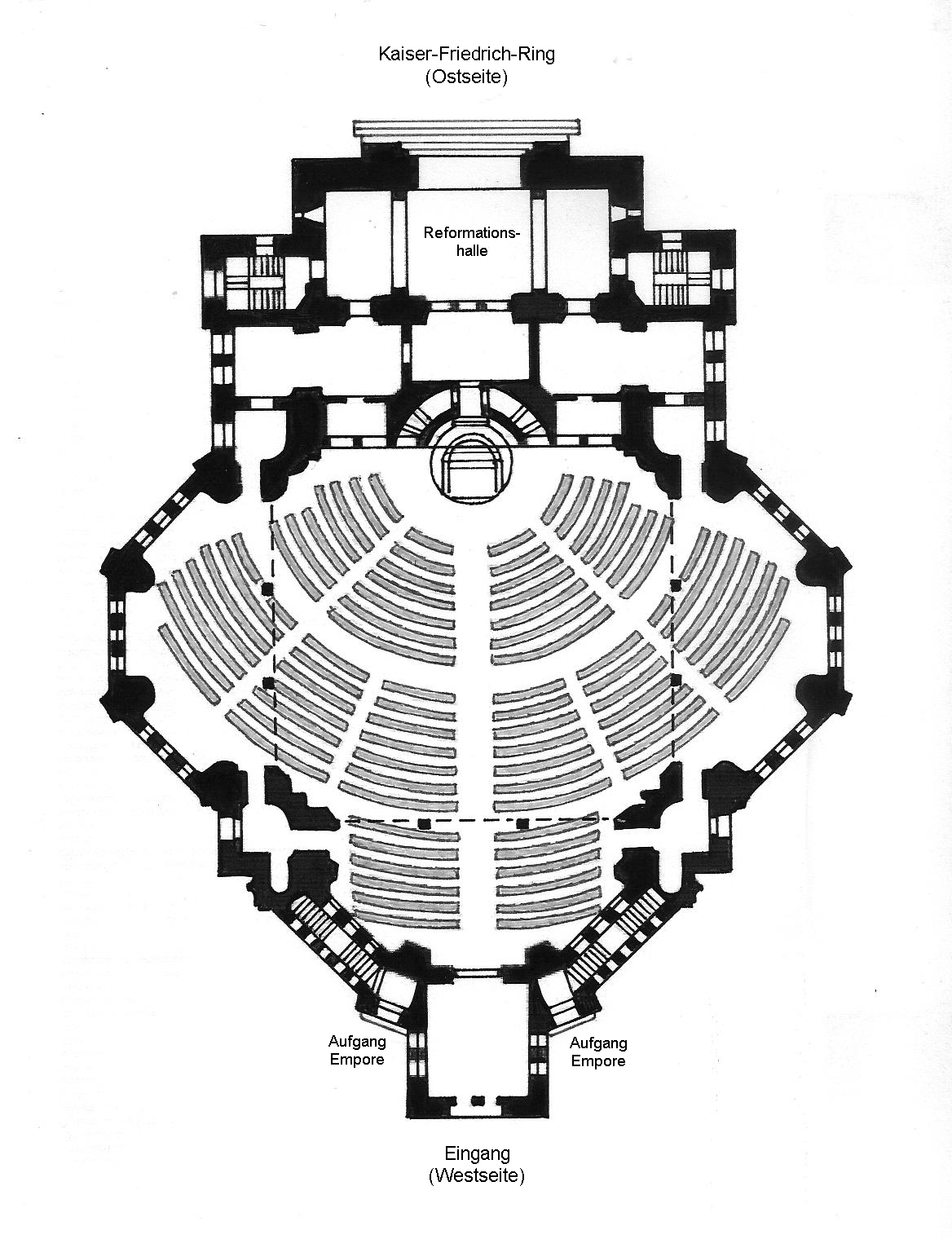
Plattegrond Ringkerk
Interieur